# Kapela sv. Liberate u Vrbanju
Kapela sv. Liberate nalazi se sjeverno od Vrbanja, na poljskom putu prema Svirču. 

## Opis
Kapela sv. Liberate je mala kapela koja tlocrtno ima oblik pravokutnika s pravokutnom apsidom. Glavno je pročelje jednostavno s ulaznim vratima i malim okularom iznad njega te zvonikom na preslicu. Krov je tradicionalno prekriven kamenim pločama.